# Ламбакис, Эммануил
Эммануил Ламбакис (1856 или 1859, Монтадос — 1909, Афины) — греческий художник и педагог, представитель Мюнхенской школы.

## Биография
Родился в Монтадосе на острове Тинос, точная дата рождения неизвестна. Окончил Афинский политехнический университет, затем отправился в 1881 году в Мюнхен, где на стипендию благотворительного фонда Тиноса учился в местной академии художеств на протяжении пяти лет. Позже получил небольшое дополнительное художественное образование в Италии и в 1885 году вернулся в Мюнхен, где создал свою художественную мастерскую, но в том же году перенёс её в Афины. Ламбакис был первым, кто предложил создать в Афинах постоянно действующий художественный музей, и реализовал это, став одним из фактических основателей Национальной художественной галереи в современном виде.
Он принял участие в Парижской всемирной выставке 1889 года и получил награду по её итогам за написанный им портрет его матери. В январе 1893 года был избран председателем общества христианской археологии. С 1901 по 1907 год преподавал изобразительное искусство в ряде художественных школ, в 1905 году основал собственную художественную школу для девочек, вскоре закрытую. Умер, как сообщается, от меланхолии, которой страдал в последние два года жизни.
Большинство написанных им картин являются либо портретами, либо произведениями на христианскую тематику.